# Bucephaloptera cypria
Bucephaloptera cypria is een rechtvleugelig insect uit de familie sabelsprinkhanen (Tettigoniidae). De wetenschappelijke naam van deze soort is voor het eerst geldig gepubliceerd in 1933 door Ramme.
1. ↑  (en) Bucephaloptera cypria op de IUCN Red List of Threatened Species.